# منزل أمين
منزل أمين هو منزل تاريخي في مدينة أصفهان، إيران. ينتمي إلى القاجاريون . خلال فترة توسع المدينة وتطورها، فقد المنزل فناءه . يوجد العديد من الزخارف الجميلة في المنزل مثل الديكورات المرآة وأبواب الخشب.